# Zeitkarte

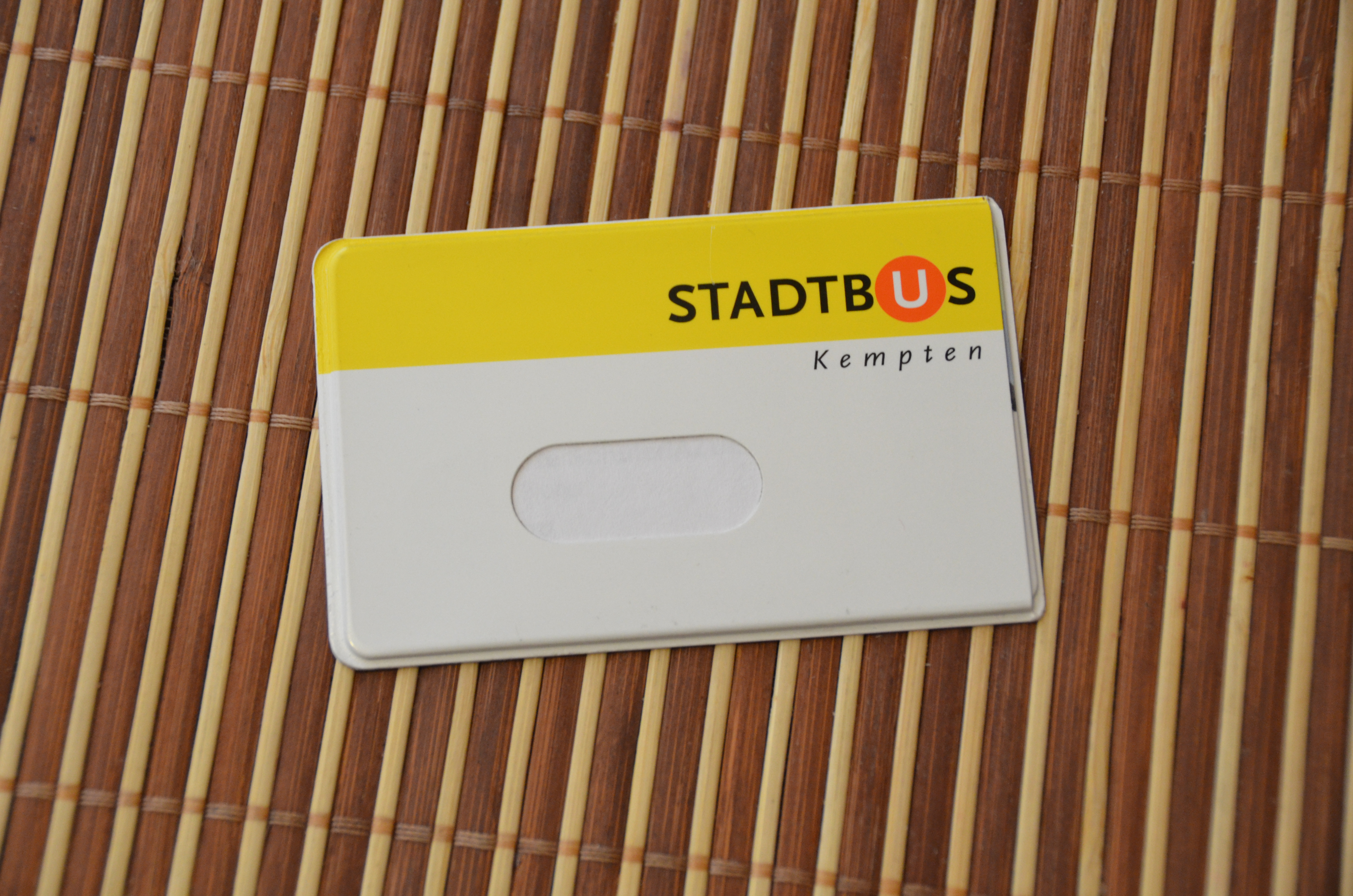
Eine Chipkarte als Zeitkarte der Verkehrsgemeinschaft Kempten

Als Zeitkarte (auch Zeitticket oder Zeitfahrkarte) bezeichnet man im öffentlichen Personenverkehr eine Fahrkarte, die zum uneingeschränkten Fahren innerhalb einer bestimmten Zeit, eines bestimmten Gebiets oder auf einer bestimmten Strecke berechtigt. Die Zeitkarte weist ähnliche Nutzerstrukturen wie Flatrates auf. Meistens werden sie im ÖPNV verwendet, wo sie zur dominierenden Form der Tickets wurden. Während die Tarifbestimmungen der Verkehrsverbünde fast immer ein Flächengebiet vorsehen, ist es bei der DB Regio nur eine Stammstrecke. Der Begriff wurde 1889 durch Anordnung des Preußischen Ministers für öffentliche Arbeiten eingeführt, um den bis dahin üblichen Ausdruck Abonnements-Billet durch ein deutsches Wort zu ersetzen.

## Wochen-, Monats- und Jahreskarten

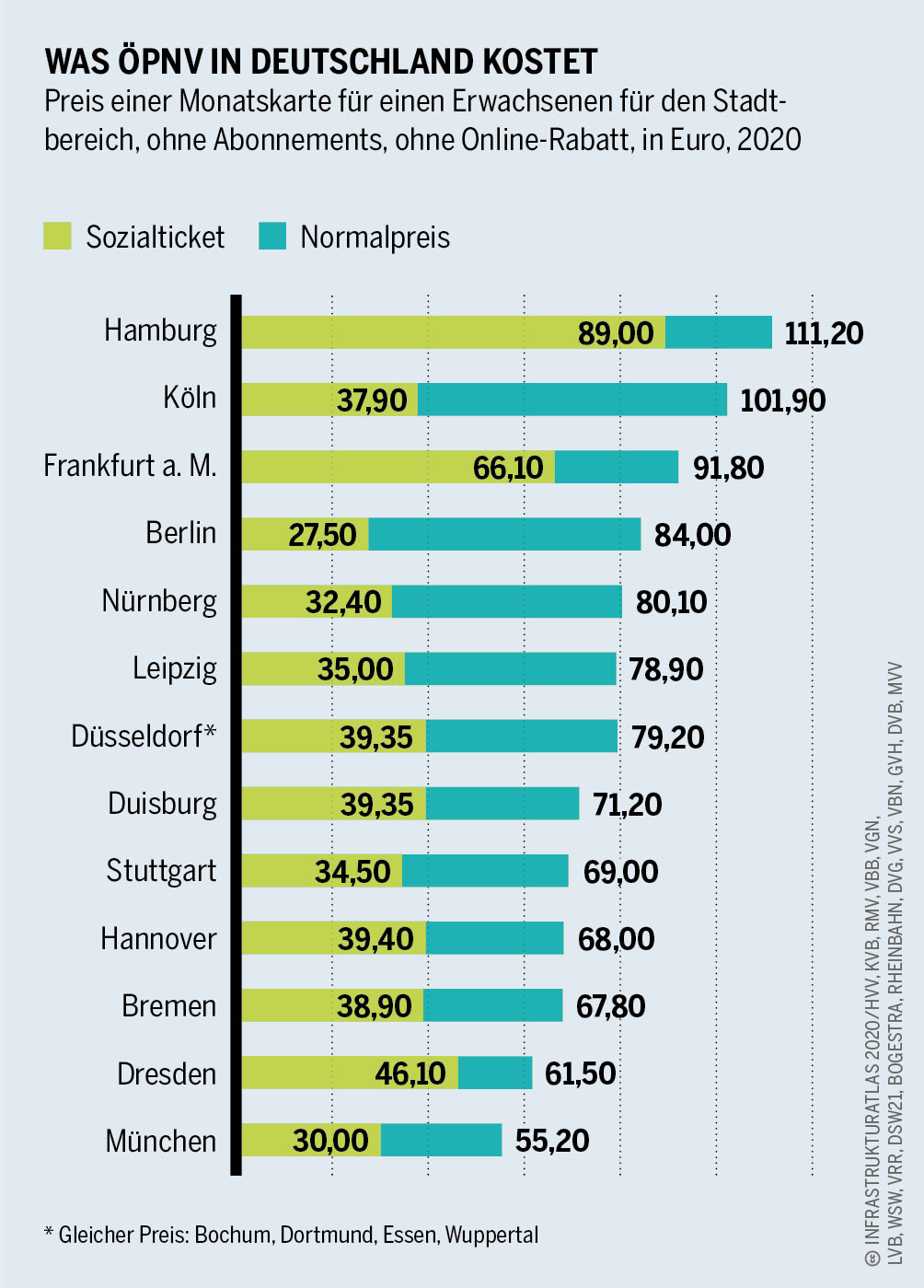
Kosten für reguläre Monatskarten und Sozialtickets im ÖPNV in einigen deutschen Städten, 2020. Quelle: Infrastrukturatlas 2020

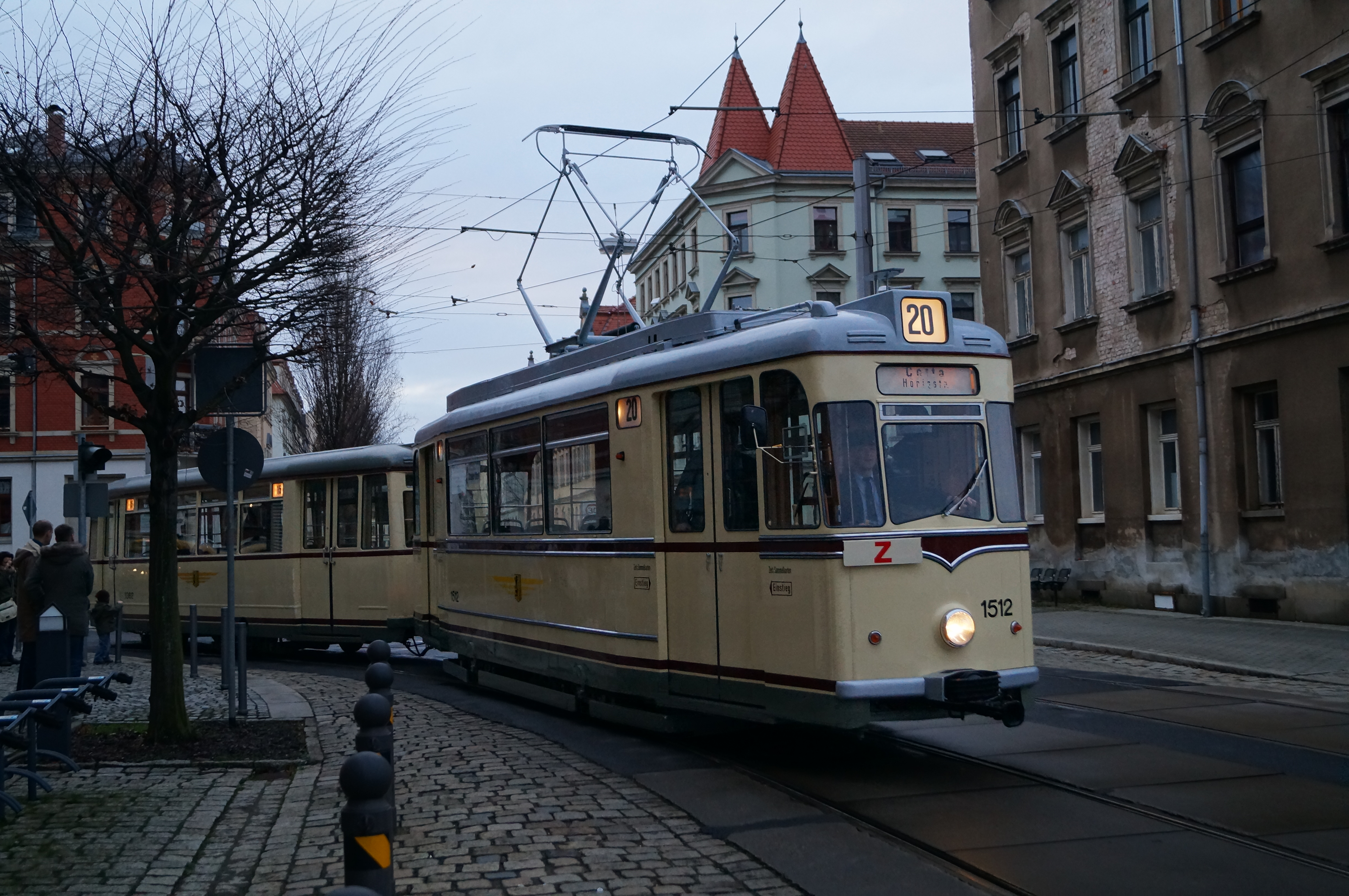
Historischer Straßenbahnzug in Dresden, das rote Z auf weißem Grund weist den Triebwagen als reinen Zeitkartenwagen aus

Schülermonatskarte der Städtischen Straßenbahn Spandau, ausgegeben in Form einer Straßenbahnmünze

Zeitkarten mit einer Gültigkeit von mehr als fünf Tagen werden im ÖPNV oft angeboten als Wochenkarten (für sieben Tage ab einem beliebigen Wochentag beziehungsweise für eine Kalenderwoche), Monats- oder Jahreskarten. Bei der ehemaligen Wiener Stadtbahn existierten zudem auch Vierteljahreskarten und Halbjahreskarten, einzelne Verkehrsunternehmen boten außerdem früher Halbmonatskarten an. Monatskarten gibt es außerdem als Jahresabonnement, wobei der Fahrpreis monatlich von einem Girokonto abgebucht werden kann.
Zu unterscheiden ist weiter zwischen
- Fahrkarten „für Jedermann“,
- zeitabhängige Fahrkarten, die vor oder nach einer bestimmten Uhrzeit gelten (oft ab 9:00 Uhr, manchmal auch ab 8:00 Uhr oder 10:00 Uhr),
- Jobtickets,
- Sozialtickets,
- Schülerfahrkarten (siehe Schülersammelzeitkarte),
- Azubitickets,
- Semestertickets,
- Seniorentickets und
- Zusatzwertmarken für die Fahrradmitnahme.

Es gibt übertragbare und personengebundene Zeitkarten. Personengebundene Karten gelten oft nur zusammen mit einem Lichtbildausweis. Es gibt auch Karten mit Foto des Karteninhabers.
Manche Eisenbahnverkehrsunternehmen bieten auch Jahresnetzkarten im Rahmen ihrer Kundenkartenprogramme an.
In der DDR setzten manche Straßenbahnbetriebe in den Hauptverkehrszeiten spezielle Zeitkartenwagen (Z) beziehungsweise ganze Zeitkartenzüge (ZZ) ein. Bei ersteren war lediglich der Triebwagen nicht mit einem Schaffner besetzt, bei letzterem verkehrte zusätzlich auch der erste von zwei Beiwagen schaffnerlos. Ursächlich für diese Rationalisierungsmaßnahme war der seinerzeit vorherrschende Personalmangel.

## Tageskarten

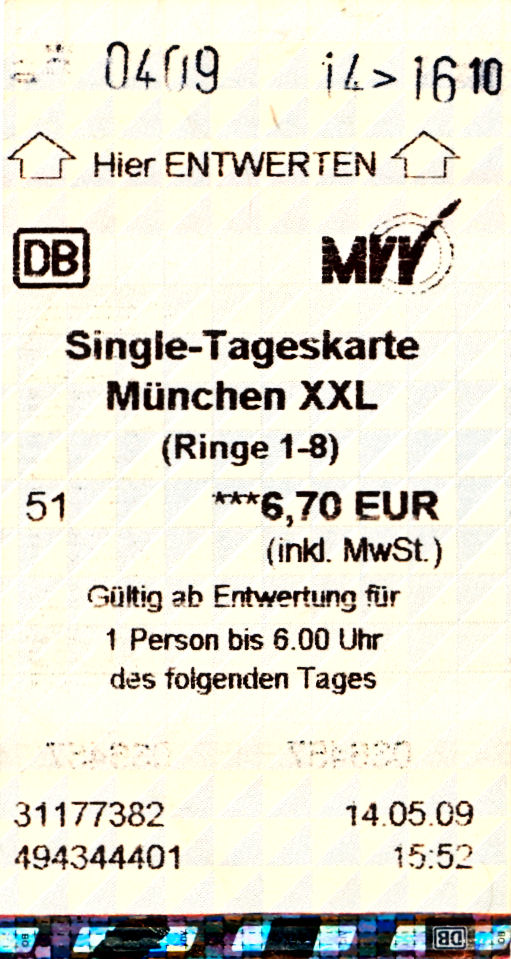
Tageskarte des MVV von 2009

Zu den Tageskarten für den ÖPNV und den Fernverkehr gehören unter anderem:
- Tageskarten der Verkehrsverbünde, die im gesamten Verbundgebiet oder nur in einem Teil davon gelten (beispielsweise in einem Stadtgebiet oder in einer Tarifzone)
- Tageskarten einzelner Verkehrsunternehmen, die nur in dessen Verkehrsmitteln gelten
- landesweite Angebote, beispielsweise die Tageskarte zum Halbtax[6] in der Schweiz (für den gesamten öffentlichen Nah- und Fernverkehr, darunter auch einzelne Schiffslinien) oder das Schönes-Wochenende-Ticket beziehungsweise das Quer-durchs-Land-Ticket (nur im Eisenbahnverkehr gültig) in Deutschland
- regionale Tageskarten, wie die Ländertickets, die Euregio-Tickets oder das SaarLorLux-Ticket

Bezüglich ihrer Geltungsdauer unterscheiden sich Tageskarten wie folgt:
- 24-Stunden-Fahrausweise, gültig 24 Stunden ab Kauf oder Entwertung
- Tageskarten, meistens mit Gültigkeit ab Kauf beziehungsweise Entwertung (frühestens ab 0:00 Uhr) bis Betriebsschluss oder zu einer bestimmten Uhrzeit des Folgetages (z. B. 3:00 Uhr oder 6:00 Uhr)
- 9:00-Uhr-Tageskarten, gültig werktags ab 9:00 Uhr, an Wochenenden und Feiertagen ganztags
- Mehrtageskarten für meist zwei, drei oder vier Tage respektive 48, 72 oder 96 Stunden, besonders als Angebot für Touristen, teilweise in Verbindung mit Preisermäßigungen für bestimmte kulturelle Einrichtungen wie Museen oder Freizeiteinrichtungen
- Wochenendfahrkarten mit Gültigkeit an Samstagen und Sonntagen (ehemalige Regelung beim Schönes-Wochenende-Ticket, selten als Verlängerung der Geltungsdauer von samstags ausgegebenen Tageskarten)

Außerdem gibt es Fahrradtageskarten für die Fahrradmitnahme.

## Kurzzeitkarten
Anstelle von klassischen Einzelfahrkarten kann auch ein einfacher Kurzzeittarif ohne spezielle Tarifstrukturen angewendet werden. Im Gegensatz zu strecken- oder zonenbezogenen Einzelfahrscheinen sind hierbei auch Rund-, Ring- oder Rückfahrten gestattet. Das Lösen einer solchen Zeittarif-Fahrkarte berechtigt zu beliebig langen Fahrten innerhalb der zeitlichen Geltungsdauer mit Fahrtunterbrechungs- und Umsteigeberechtigung. Typischerweise gelten solche Kurzzeitkarten 10 bis 15 Minuten für Kurzfahrten (entsprechend einem Kurzstreckenfahrschein) bzw. 30, 45, 60 oder 90 Minuten.

45-Minuten-Zeittarif bei der Straßenbahn Plauen

In Deutschland wird dieses einfache Tarifprinzip nur äußerst selten angewendet; die ostdeutschen Straßenbahnbetriebe in Plauen und Halberstadt verwenden es. In den osteuropäischen Ländern wurden Kurzzeitkarten ab den 1990er Jahren anstelle der bisherigen linienbezogenen Systeme (Einzelfahrkarten für eine Fahrt ohne Umsteigen bis zum Endpunkt einer Linie) eingeführt. Beispiel: Bratislava (15 und 60 Minuten), Danzig (60 Minuten).

## Geltungsbereiche
Eine Zeitkarte, die im gesamten Verkehrsnetz eines Unternehmens, eines Verkehrsverbundes oder eines Bundeslandes gilt, wird oft als Netzkarte bezeichnet. Beispiele hierfür sind die Ländertickets, das Schönes-Wochenende-Ticket (gültig im gesamten Netz der DB Regio wie auch auf vielen anderen SPNV-Linien und im Stadtverkehr zahlreicher Verkehrsverbünde), die BahnCard 100 der Deutschen Bahn AG, das Generalabonnement der SBB, die frühere ÖSTERREICHcard der ÖBB, das Klimaticket oder Gesamtnetzkarten der Verkehrsverbünde. Möglich sind auch Teilnetzkarten für bestimmte Gebiete innerhalb von Verkehrsverbünden (z. B. einzelne Landkreise, ein großstädtischer Umlandbereich, nahe beieinanderliegende Stadtgebiete).
Manchmal wird der Geltungsbereich in der Schwachverkehrszeit größer als regulär – zum Beispiel gelten die im Verkehrsverbund VRR angebotenen Monatskarten „Ticket 2000“ montags bis freitags ab 19 Uhr, an Wochenenden und Feiertagen im ganzen VRR-Gebiet (Preisstufe D), zu diesen Zeiten können auch eine bestimmte Anzahl weiterer Personen mitgenommen werden. Häufig werden für Fahrten über den räumlichen Geltungsbereich einer Zeitkarte hinaus Zusatztickets (Anschlusstickets) oder ermäßigte Einzelfahrkarten angeboten.